# Hasse Jeppson
Hasse Jeppson (10 de maio de 1925 - 21 de fevereiro de 2013 ) foi um ex-futebolista sueco. Ele competiu na Copa do Mundo FIFA de 1950, sediada no Brasil, na qual a seleção de seu país terminou na terceira colocação.